# Vlag van Monnickendam

Vlag van de gemeente Monnickendam
(1955-1991)

De vlag van Monnickendam is op 4 april 1955 bij raadsbesluit vastgesteld als de gemeentelijke vlag van de Noord-Hollandse gemeente Monnickendam. De vlag kan als volgt worden beschreven:
Drie banen van gelijke hoogte van wit en groen.
De kleuren van de vlag zijn ontleend aan het gemeentewapen. Deze vlag was reeds lang in gebruik.
Het gemeentelijk dundoek bleef tot 1 januari 1991 in gebruik, op die dag is de gemeente opgegaan in de gemeente Waterland.

## Verwante afbeelding

Wapen van Monnickendam

Akersloot
· Andijk
· Anna Paulowna 
· Assendelft 
· Beemster 
· Bennebroek 
· Blokker 
· Broek in Waterland 
· Bussum 
· Callantsoog 
· Edam 
· Egmond 
· Egmond aan Zee 
· Egmond-Binnen 
· Graft-De Rijp 
· 's-Graveland 
· Haarlemmerliede en Spaarnwoude 
· Harenkarspel 
· Heerhugowaard 
· Hensbroek 
· Hoogwoud 
· Ilpendam 
· Jisp 
· Krommenie 
· Langedijk 
· Limmen 
· Marken 
· Midwoud 
· Monnickendam 
· Muiden 
· Naarden 
· Nederhorst den Berg 
· Nibbixwoud 
· Niedorp 
· Noorder-Koggenland 
· Obdam 
· Opperdoes 
· Schermer 
· Schermerhorn 
· Schoorl 
· Sint Maarten 
· Terschelling 
· Terschelling en Vlieland 
· Twisk 
· Venhuizen 
· Vlieland 
· Warmenhuizen
· Weesp
· Wervershoof 
· Wester-Koggenland 
· Westwoud 
· Westzaan 
· Wieringen 
· Wieringermeer 
· Wijdewormer 
· Wognum 
· Wormer 
· Wormerveer 
· Zaandam 
· Zaandijk 
· Zeevang 
· Zijpe